# Danijel Premuš
Danijel Premuš (né le 15 avril 1981 à Rijeka, alors en Yougoslavie) est un joueur italien de water-polo d'origine croate. 

## Biographie
Ayant appartenu au club croate de Plivački Klub Primorje (Rijeka), Danijel Premuš fait partie de l'équipe italienne qualifiée pour les Jeux olympiques de Londres. Il évolue depuis la saison 2010-2011 dans le club monténégrin du PVK Jadran Herceg Novi après avoir fait partie du Pro Recco.
Il mesure 1,86 m pour 98 kg.
Il a évolué sous le maillot de la Croatie lors des Jeux olympiques d'Athènes en 2004. Il a été naturalisé italien en 2009.